# Chiroxiphia linearis
Manaquim-rabilongo ou tangará-rabilongo (Chiroxiphia linearis) é uma espécie de ave passeriforme da família dos piprídeos. É encontrado em uma boa parte da América Central, na Costa Rica, El Salvador, Guatemala, Honduras, México e Nicarágua.
Os seus habitats naturais são florestas secas tropicais ou subtropicais, florestas subtropicais ou tropicais húmidas de baixa altitude e florestas secundárias altamente degradadas.